# Wikipédia en arabe égyptien
Wikipédia en arabe égyptien (en arabe égyptien : ويكيبيديا مصرى, [we̝kɪˈbedjæ ˈmɑsˤri, wɪkɪˈpɪdjæ-],  ‹wykybydya mṣry›) est l’édition de Wikipédia en arabe égyptien, langue sémitique, variante de l'arabe, parlée en Égypte. L'édition est lancée le 24 novembre 2008,,,. Son code est : arz.
Au 21 mars 2025, l'édition en arabe égyptien contient 1 626 657 articles et compte 258 026 contributeurs, dont 200 contributeurs actifs et 8 administrateurs.

## Histoire
Le 30 mars 2008, il est proposé de créer une wikipedia en arabe égyptien. Le projet est lancé le 2 avril 2008 dans le Wikimedia Incubator, puis en novembre 2008 dans wikipedia.org. En mars 2012, elle compte quelque 8 400 articles,,.
Florence Devouard, ex-présidente de la Fondation Wikimédia, dit « on veut vraiment que les gens participent dans leur langue maternelle. »

## Statistiques
- En mars 2012, l'édition en arabe égyptien compte plus de 8 400 articles.
- Le 13 juillet 2020, elle compte quelque 912 874 articles, 133 277 utilisateurs, 192 utilisateurs actifs et 6 administrateurs[8].
- Le 20 septembre 2022, elle contient 1 600 802 articles et compte 190 998 contributeurs, dont 199 contributeurs actifs et 7 administrateurs.
- Le 10 août 2024, l'édition en arabe égyptien contient 1 624 242 articles et compte 244 200 contributeurs, dont 201 contributeurs actifs et 7 administrateurs.